# Guiderio
Guiderio (in gallese Gwydr), secondo la semi-leggendaria Historia Regum Britanniae di Geoffredo di Monmouth e altre opere era figlio di re Cymbeline, a cui successe sul trono della Britannia. Per alcuni andrebbe identificato con la figura storica di Togodumno.
Cymbeline aveva pagato di sua volontà il tributo a Roma, ma Guiderio, una volta successo al fratello sul trono, rifiutò di pagare e allora l'imperatore Claudio invase l'isola. Guiderio riuscì inizialmente a respingere le legioni col suo esercito, ma poi morì in combattimento e il suo posto fu preso dal fratello Arvirargo, che divenne re durante la battaglia.